# Heart of Midlothian Football Club 2020-2021
Questa voce raccoglie le informazioni riguardanti l'Heart of Midlothian Football Club nelle competizioni ufficiali della stagione 2020-2021.

## Stagione
- In Scottish Championship gli Hearts si classificano al 1º posto (51 punti) e ottengono la promozione in Premiership.
- In Scottish Cup vengono eliminati al secondo turno dai Brora Rangers (2-1).
- In Scottish League Cup vengono eliminati al secondo turno dall'Alloa Athletic (1-0).

## Maglie e sponsor
| Casa | Trasferta | Terza divisa |

## Rosa
| N. |                             | Ruolo | Calciatore                 |
| -- | --------------------------- | ----- | -------------------------- |
| 1  | Scozia (bandiera)           | P     | Craig Gordon               |
| 2  | Irlanda del Nord (bandiera) | D     | Michael Smith              |
| 3  | Irlanda (bandiera)          | D     | Aidan White                |
| 4  | Scozia (bandiera)           | D     | John Souttar               |
| 5  | Austria (bandiera)          | D     | Peter Haring               |
| 6  | Scozia (bandiera)           | C     | Christophe Berra           |
| 7  | Scozia (bandiera)           | C     | Jamie Walker               |
| 9  | Costa d'Avorio (bandiera)   | A     | Armand Gnanduillet         |
| 10 | Irlanda del Nord (bandiera) | A     | Liam Boyce                 |
| 13 | Scozia (bandiera)           | P     | Ross Stewart               |
| 14 | Scozia (bandiera)           | A     | Steven Naismith (capitano) |
| 16 | Scozia (bandiera)           | C     | Andy Halliday              |
| 17 | Scozia (bandiera)           | C     | Gary Mackay-Steven         |

| N. |                        | Ruolo | Calciatore        |
| -- | ---------------------- | ----- | ----------------- |
| 18 | Irlanda (bandiera)     | C     | Aaron McEneff     |
| 19 | Scozia (bandiera)      | C     | Andy Irving       |
| 21 | Scozia (bandiera)      | D     | Stephen Kingsley  |
| 22 | Francia (bandiera)     | C     | Loïc Damour       |
| 23 | Rep. Ceca (bandiera)   | P     | Zdeněk Zlámal     |
| 24 | Inghilterra (bandiera) | C     | Elliott Frear     |
| 25 | Scozia (bandiera)      | D     | Jamie Brandon     |
| 26 | Scozia (bandiera)      | D     | Craig Halkett     |
| 28 | Romania (bandiera)     | D     | Mihai Popescu     |
| 29 | Curaçao (bandiera)     | A     | Gervane Kastaneer |
| 30 | Inghilterra (bandiera) | A     | Josh Ginnelly     |
| 31 | Scozia (bandiera)      | A     | Euan Henderson    |
| 36 | Scozia (bandiera)      | C     | Scott McGill      |